# AF Андромеды
AF Андромеды (лат. AF Andromedae) — одиночная переменная звезда в созвездии Андромеды на расстоянии приблизительно 2,2 млн световых лет (около 675 тыс. парсеков) от Солнца. Видимая звёздная величина звезды — от +17,6m до +15,4m.
Звезда находится в Галактике Андромеды.

## Характеристики
AF Андромеды — голубая переменная звезда типа S Золотой Рыбы (SDOR) спектрального класса pec(e), или Of/WN. Светимость — около 501187 солнечных*. Эффективная температура — около 33000 K*.